# Élisabeth Guigou
Élisabeth Guigou, nata Vallier (Marrakech, 6 agosto 1946), è una politica francese.
Membro del Partito Socialista, è stata la prima donna nominata a capo di un ministero in Francia quando è diventata custode dei sigilli, ministro della giustizia nel 1997.
Eletta deputata per la Vaucluse (1997) poi per la Senna-Saint-Denis (2002-2017), ha presieduto la commissione affari esteri dell'Assemblea nazionale dal 2012 al 2017.

## Biografia
Laureata in lettere, diplomata all'Istituto di studi politici di Aix-en-Provence. Ha una specializzazione in letteratura americana e in scienze economiche. Diplomata all'École nationale d'administration di Parigi. 

## Carriera politica
Inizialmente vicina al Partito Socialista Unificato (PSU) di Michel Rocard, aderisce successivamente al Partito Socialista (PS). Dopo aver lavorato nell'amministrazione finanziaria e presso il corpo diplomatico, nel 1982 entra nello staff del ministro dell'economia e delle finanze Jacques Delors. Dal 1982 al 1990 è una delle principali collaboratrici del presidente della repubblica François Mitterrand. Dal 2 ottobre 1990 al 28 marzo 1993 è ministro delegato presso il ministro degli affari esteri, responsabile degli affari europei nel secondo governo Rocard, nel governo Cresson e nel governo Bérégovoy.

### Europarlamentare
Guigou è stata eletta al Parlamento europeo alle elezioni del 1994. Per tutto il tempo che ha ricoperto in parlamento, è stata vicepresidente della commissione per gli affari istituzionali. Tra il 1994 e il 1995 è stata membro del gruppo Tindemans. Insieme a Elmar Brok ha rappresentato il Parlamento europeo nei negoziati che hanno prodotto il Trattato di Amsterdam ed è stata  Ministro degli Affari europei (1990-1993), durante la campagna sul Trattato di Maastricht.

### Ministro del governo Jospin, 1997-2002
Nel 1997, Guigou è stata eletta all'Assemblea nazionale nel dipartimento della Vaucluse ed è entrata nel gabinetto del primo ministro Lionel Jospin, come ministro della Giustizia (1997-2000) e poi come ministro del lavoro (2000-2002). Si è dimessa subito da deputato per incompatibilità con l'incarico di governo ma è stata nuovamente eletta nel 2002 e nel 2007
Durante il suo mandato, Guigou co-sponsorizzò diverse leggi che divennero legge tra cui una legge del 1998 che ha abrogato il requisito della "manifestazione della volontà" per i bambini nati in Francia da genitori stranieri di ottenere la cittadinanza. Sempre alla fine degli anni '90, è stata intrapresa un'azione per concedere ai magistrati inquirenti maggiore indipendenza; allo stesso tempo, ha dato al Ministero della Giustizia la possibilità di intervenire. 
Guigou ha anche co-sponsorizzato una legge del 2000 che articolava la politica francese sulla presunzione di innocenza nei media vietando a riviste e giornali di pubblicare fotografie di persone accusate che indossavano manette o altre scene che potrebbero "mettere a repentaglio la dignità di una vittima". Vietata anche  la pubblicazione di fotografie di sopravvissuti a crimini violenti, compresi gli attacchi terroristici, senza il loro permesso. La legge, che fu approvata all'unanimità dal Senato e in seguito divenne nota come legge Guigou, fu apertamente osteggiata da importanti pubblicazioni come Paris Match.
Nel 2001, in risposta agli annunci di licenziamenti in vista delle elezioni presidenziali del 2002, Guigou e Jospin hanno sviluppato una proposta che richiedeva ai grandi datori di lavoro di pianificare licenziamenti per raddoppiare i pacchetti di indennità di licenziamento e fornire almeno sei mesi di riqualificazione professionale ai lavoratori licenziati. 

### Ministro della giustizia
Il 4 giugno 1997 il socialista Lionel Jospin è incaricato dal presidente della Repubblica, Jacques Chirac, di formare un governo di coabitazione. In questo governo Élisabeth Guigou è guardasigilli, ministro della giustizia. La sua prima decisione consiste nell'abbandonare due prerogative di cui fino ad allora si sono sempre avvalsi i guardasigilli in Francia: 1) ordinare l'apertura di inchieste penali o l'archiviazione delle medesime; 2) impartire disposizioni ai procuratori generali (quest'ultima sarà ripresa dal ministro Dominique Perben nel 2002).
Il 15 giugno 2000 ottiene l'approvazione della legge "sulla presunzione d'innocenza", una riforma in senso garantista della procedura penale, che tra l'altro prevede: 1) l'instaurazione di un giudizio in appello in corte d'assise; 2) l'istituzione di un organismo simile al giudice della libertà italiano, che decide unilateralmente sulle richieste di custodia cautelare che gli pervengono dal giudice istruttore; 3) la trasformazione delle Chambres d'accusation (gli organi collegiali che statuiscono sulle impugnazioni dei provvedimenti del giudice istruttore) in Chambres d'Instruction. Alcuni istituti della legge Guigou saranno rivisti in occasione delle leggi Perben 1 e Perben 2.
Il 18 ottobre 2000 Élisabeth Guigou lascia il ministero della giustizia per assumere quello del lavoro e della solidarietà. Resta in carica fino alle dimissioni del governo Jospin il 6 maggio 2002.

## Vita privata
Il 4 agosto 1966 si è sposata con Jean-Louis Guigou, professore universitario di economia, ex consulente tecnico di Michel Rocard ricoprendo varie funzioni pubbliche (tra cui il delegato del DATAR). La coppia un figlio di nome Édouard, nato nel 1980. Ha un nonno italiano, nato in Piemonte.